# Ризьке намісництво
Ри́зьке намі́сництво (рос. Рижское наместничество) — адміністративно-територіальна одиниця в Російській імперії в 1783–1796 роках. Адміністративний центр — Рига. Створене 3 липня 1783 року на основі Ризької губернії. Складалося з 9 повітів. 12 грудня 1796 року перетворене на Ліфляндську губернію.

## Повіти
- Ризький повіт
- Венденський повіт
- Вольмарський повіт
- Валкський повіт
- Дерптський повіт
- Перновський повіт
- Феллінський повіт
- Верроський повіт
- Езельський повіт

## Губернатори
- 1792 — 17 травня 1795: Петер-Людвіг фон дер Пален[1][2]